# Lomnický štít
Lomnický štít (en español: pico Lomnica o pico Lomnický, húngaro: Lomnici-csúcs, alemán: Lomnitzer Spitze, polaco: Łomnica) es uno de los picos más altos y visitados de los Altos Tatras de Eslovaquia. Conectado por un teleférico con Tatranská Lomnica, su cima está a 2634 metros sobre el nivel del mar, lo que lo convierte en el segundo pico más alto de los Altos Tatras después del Gerlachovský štít (2654 m).
La primera ascensión de la que se tiene constancia fue realizada por el viajero inglés Robert Townson y su guía el 16 de agosto de 1793. Midió la altura del pico en 2633 m, un metro por debajo de la altura real. La primera ascensión invernal se realizó en 1891.
En el pasado, el Lomnický štít fue llamado Vater (Padre), Grossvater (Abuelo), Königsberg (Montaña del Rey), Królowa Tatr y Królowa Tatrzańska (Princesa del Tatra), Petra altissima kesmarkiensis y allerhöchster Kaisermärkerfels (Acantilado más alto de Kežmarok), höchste Kaisermärker Spitze (Pico más alto de Kežmarok), késmárki hegyek (Colinas de Kežmarok), Kesmarker Spitze o Lumnitzer Spitze (Pico de Kežmarok o Pico de Lomnica).[cita requerida] .
Desde 1940, los turistas llegan a la cima en teleférico. Se les permite permanecer en la cima durante 50 minutos. El sistema de teleférico suele estar cerrado en el mes de mayo para su mantenimiento anual. También es posible subir al pico desde Lomnický Saddle, pero sólo se permite con un guía de montaña.
Hay un observatorio solar y una estación meteorológica con personal permanente durante todo el año en la terminal del teleférico.

## Acceso
Después del Gerlachovský štít el Lomnický štít es el segundo pico más guiado de los Altos Tatras. La más utilizada es la ruta clásica también conocida como Emericyho nárek. La ruta es popular sobre todo por su fácil acceso. Se puede tomar un remonte desde Tatranská Lomnica hasta Lomnické sedlo (2189 metros sobre el nivel del mar) y desde allí directamente hasta la cima. Los tramos más difíciles del sendero están asegurados por escalones de acero y cadenas.
Otra ruta muy popular es la llamada Jordanova cesta. La ruta comienza en Starý Smokovec y en 3 horas y 35 minutos de camino se llega a Téryho Chata, donde comienza el tramo difícil. La ruta a partir de aquí es relativamente dura para orientarse, los tramos empinados están sin embargo asegurados por cadenas.

## Clima
| Parámetros climáticos promedio de Lomnický štít (1991-2020) | Parámetros climáticos promedio de Lomnický štít (1991-2020) | Parámetros climáticos promedio de Lomnický štít (1991-2020) | Parámetros climáticos promedio de Lomnický štít (1991-2020) | Parámetros climáticos promedio de Lomnický štít (1991-2020) | Parámetros climáticos promedio de Lomnický štít (1991-2020) | Parámetros climáticos promedio de Lomnický štít (1991-2020) | Parámetros climáticos promedio de Lomnický štít (1991-2020) | Parámetros climáticos promedio de Lomnický štít (1991-2020) | Parámetros climáticos promedio de Lomnický štít (1991-2020) | Parámetros climáticos promedio de Lomnický štít (1991-2020) | Parámetros climáticos promedio de Lomnický štít (1991-2020) | Parámetros climáticos promedio de Lomnický štít (1991-2020) | Parámetros climáticos promedio de Lomnický štít (1991-2020) |
| Mes                                                         | Ene.                                                        | Feb.                                                        | Mar.                                                        | Abr.                                                        | May.                                                        | Jun.                                                        | Jul.                                                        | Ago.                                                        | Sep.                                                        | Oct.                                                        | Nov.                                                        | Dic.                                                        | Anual                                                       |
| ----------------------------------------------------------- | ----------------------------------------------------------- | ----------------------------------------------------------- | ----------------------------------------------------------- | ----------------------------------------------------------- | ----------------------------------------------------------- | ----------------------------------------------------------- | ----------------------------------------------------------- | ----------------------------------------------------------- | ----------------------------------------------------------- | ----------------------------------------------------------- | ----------------------------------------------------------- | ----------------------------------------------------------- | ----------------------------------------------------------- |
| Temp. máx. abs. (°C)                                        | 3.1                                                         | 6.2                                                         | 8.5                                                         | 9.0                                                         | 14.5                                                        | 17.4                                                        | 19.5                                                        | 24.0                                                        | 14.3                                                        | 12.5                                                        | 10.5                                                        | 8.4                                                         | 24.0                                                        |
| Temp. máx. media (°C)                                       | -8.2                                                        | -8.4                                                        | -6.3                                                        | -1.9                                                        | 2.6                                                         | 6.7                                                         | 8.4                                                         | 8.7                                                         | 4.1                                                         | 0.6                                                         | -3.3                                                        | -7.0                                                        | -0.3                                                        |
| Temp. media (°C)                                            | -10.1                                                       | -10.5                                                       | -8.8                                                        | -4.5                                                        | 0.1                                                         | 3.8                                                         | 5.6                                                         | 6.0                                                         | 1.8                                                         | -1.4                                                        | -5.3                                                        | -8.8                                                        | -2.7                                                        |
| Temp. mín. media (°C)                                       | -11.9                                                       | -12.6                                                       | -11.0                                                       | -7.0                                                        | -2.4                                                        | 1.1                                                         | 2.9                                                         | 3.4                                                         | -0.3                                                        | -3.3                                                        | -6.9                                                        | -10.5                                                       | -4.9                                                        |
| Temp. mín. abs. (°C)                                        | -30.8                                                       | -29.9                                                       | -31.2                                                       | -22.3                                                       | -17.0                                                       | -9.4                                                        | -7.2                                                        | -11.0                                                       | -11.6                                                       | -19.2                                                       | -23.2                                                       | -28.5                                                       | -31.2                                                       |
| Precipitación total (mm)                                    | 161.3                                                       | 153.2                                                       | 162.8                                                       | 144.3                                                       | 144.5                                                       | 147.8                                                       | 188.2                                                       | 142.6                                                       | 110.7                                                       | 119.2                                                       | 140.4                                                       | 156.1                                                       | 1771.1                                                      |
| Días de lluvias (≥ 1 mm)                                    | 16.2                                                        | 16.1                                                        | 16.7                                                        | 15.7                                                        | 16.6                                                        | 15.8                                                        | 16.9                                                        | 13.2                                                        | 11.8                                                        | 13.1                                                        | 14.4                                                        | 16.4                                                        | 182.9                                                       |
| Fuente: infoclimat.fr                                       |                                                             |                                                             |                                                             |                                                             |                                                             |                                                             |                                                             |                                                             |                                                             |                                                             |                                                             |                                                             |                                                             |

## Galería

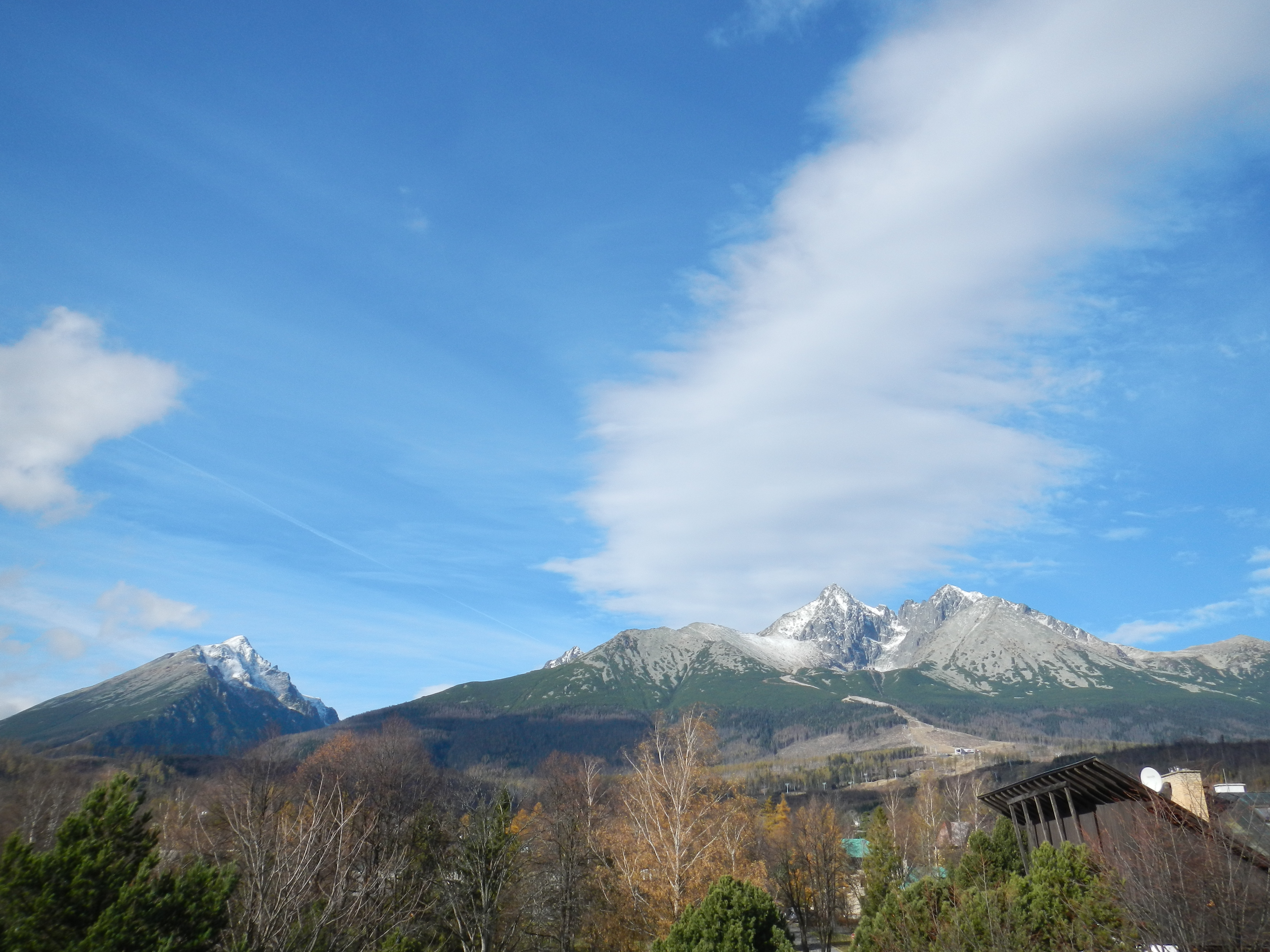
Slavkovský štít (izquierda) y Lomnický štít (centro derecha) como se ve desde Tatranská Lomnica, Eslovaquia
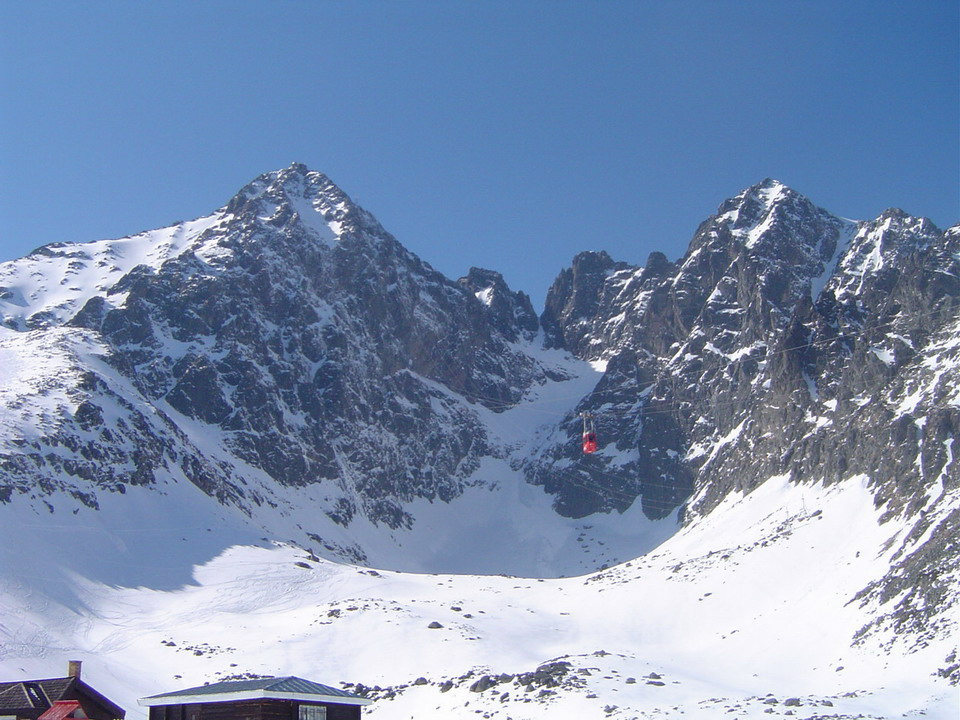
Desde la izquierda: Lomnický štít, Vidlové veže, Kežmarský štít y Malý Kežmarský štít, visto desde Skalnaté pleso
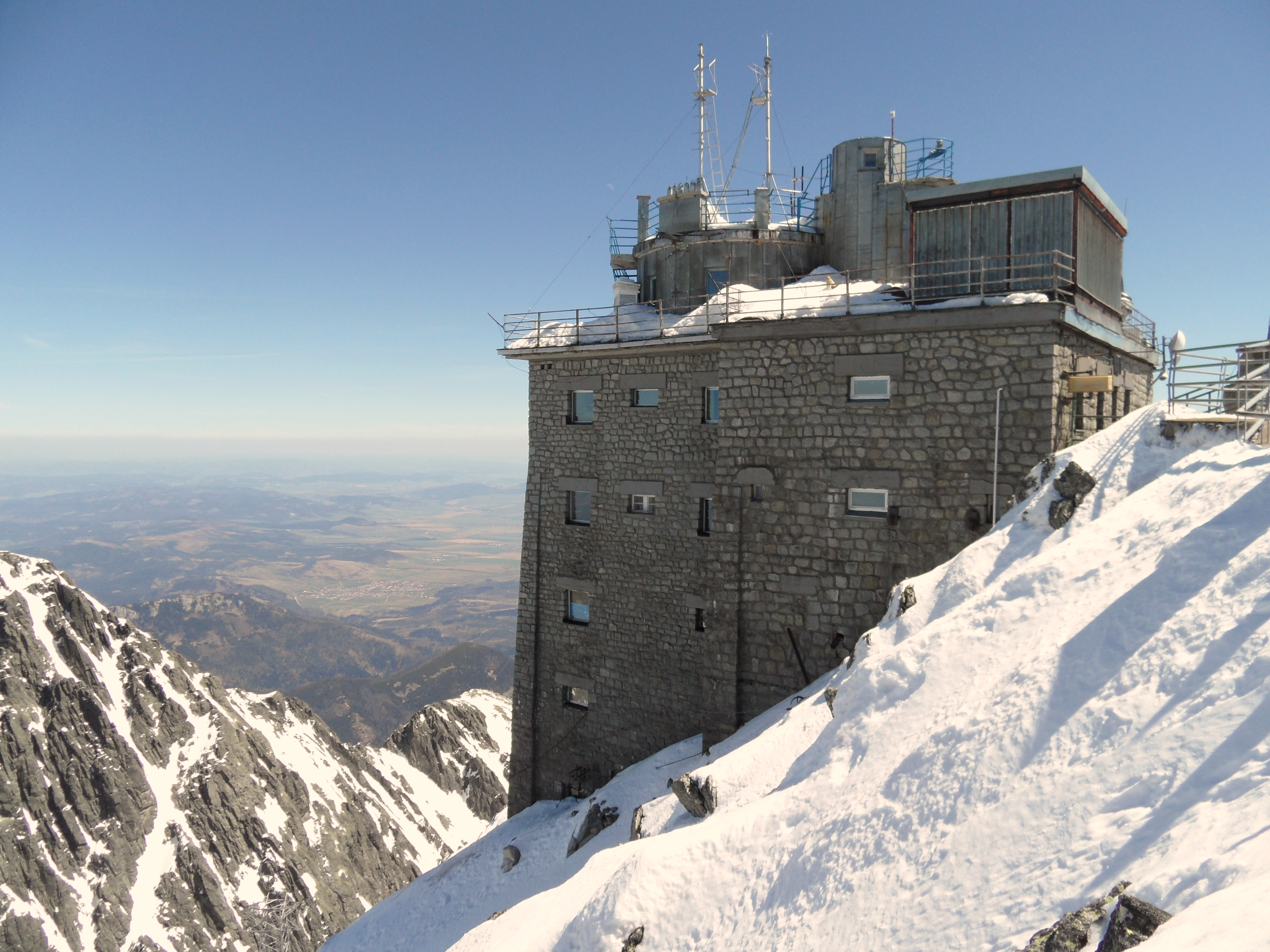
Observatorio solar Lomnický štít (Eslovaquia) construido en 1962
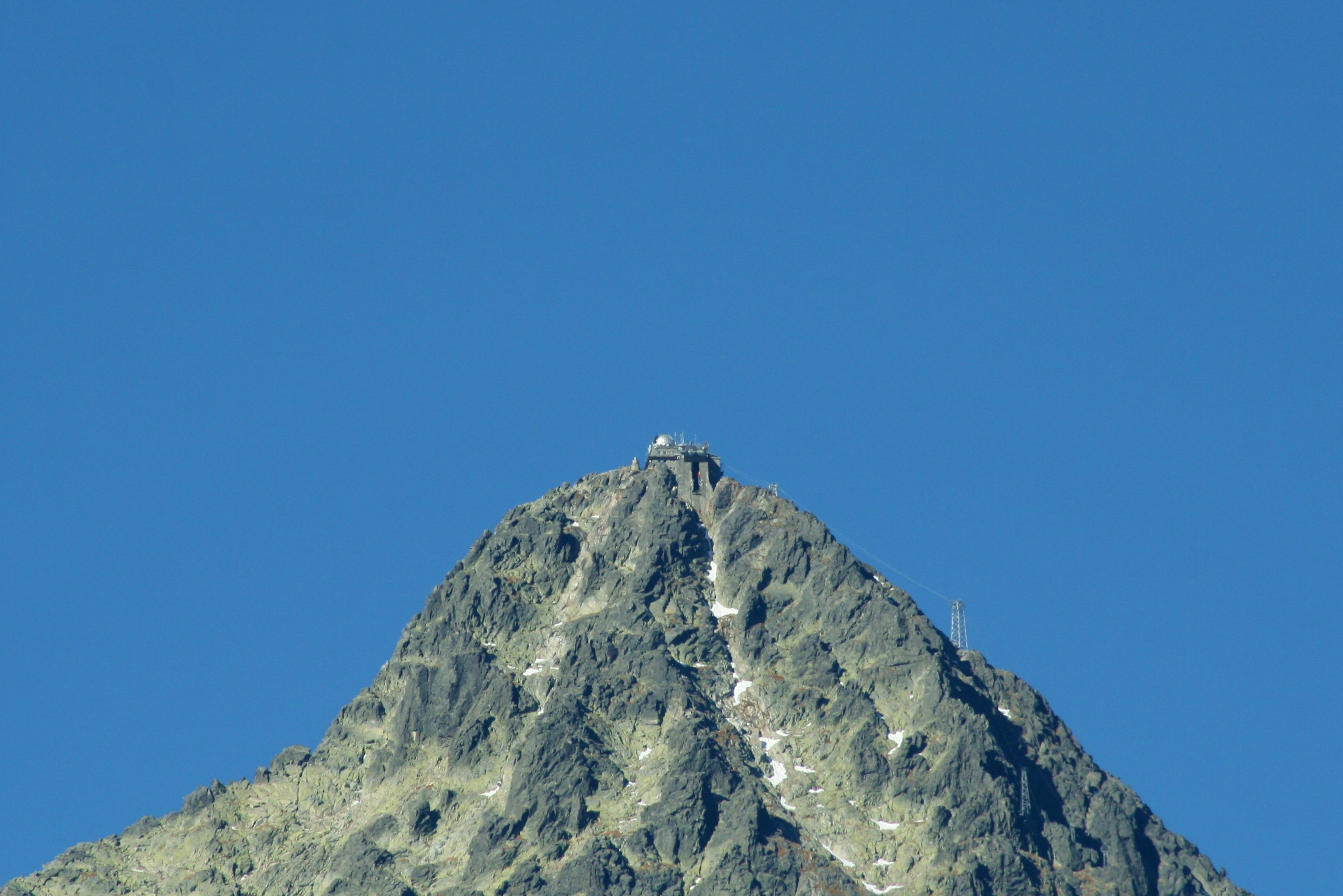
El observatorio visto desde Tatranská Lomnica